# Australothis
Australothis là một chi bướm đêm thuộc họ Noctuidae.

## Các loài
- Australothis exopisso Matthews, 1999
- Australothis hackeri Kobes, 1995
- Australothis rubrescens - Indian Weed Caterpillar (Walker, 1858)
- Australothis tertia (Roepke, 1941)
- Australothis volatilis Matthews & Patrick, 1998